# Рогги, Морено
Морено Рогги (итал. Moreno Roggi; род. 24 марта 1954, Сан-Миниато, Италия) — итальянский футболист, защитник.

## Клубная карьера
Родился 24 марта 1954 года в городе Сан-Миниато. Воспитанник футбольной школы клуба «Фучеккьо».
Во взрослом футболе дебютировал в 1970 выступлениями за команду «Эмполи», в которой провёл два сезона, приняв участие в 17 матчах третьего итальянского дивизиона.
В 1972 году молодого защитника пригласила в свои ряды «Фиорентина», в составе которой он сразу начал привлекаться к основному составу. В розыгрыше 1974—1975 помог команде завоевать Кубок Италии. В 1976 году получил тяжёлую травму, восстановление от которой длилось два года.
В 1978 году попытался вернуться в большой футбол, начав сезон в составе «Авеллино». Однако, приняв участие только в девяти играх за эту команду, снова травмировался и в конце концов в 24-летнем возрасте был вынужден объявить о завершении игровой карьеры.

## Карьера в сборной
В 1974 году дебютировал в официальных матчах в составе национальной сборной Италии.
В течение карьеры в национальной команде, которая длилась 3 года, провел в её форме 7 матчей.